# ソラヤ・サエンス・デ・サンタマリーア
ソラヤ・サエンス・デ・サンタマリーア・アントン（スペイン語: Soraya Sáenz de Santamaría Antón, 1971年6月10日 - ）は、スペイン・バリャドリッド出身の政治家。政府報道官（スポークスパーソン）、副首相、カタルーニャ州政府の首相職務代行などを歴任した。国民党(PP)所属。

## 経歴

### 弁護士時代
1971年6月11日、バリャドリッドにペドロ・サエンス・デ・サンタマリーアとペトラ・アントンの娘として生まれた。バリャドリッド大学法学部で法律を学び、23歳の時に首席で法学の学位を取得した。選抜試験を経て27歳の時に国家弁護士となった。さらにはマドリード・カルロス3世大学で行政法の教員を務めている。

### 政治家時代
2000年には国民党(PP)のマリアーノ・ラホイ議員の法律顧問となって政界進出への足がかりを作った。サエンス・デ・サンタマリーアは土地政策を専門としており、それが理由で国民党の土地・地域政策の委員長となった。さらに国民党の全国委員会のメンバーにも選ばれた。
2004年3月の2004年スペイン議会総選挙時には、国民党の政策綱領策定に協力した。自身は国民党の下院議会マドリード県選挙区の候補者リストの18位に登録され、国民党はマドリード県選挙区で17議席しか獲得できなかったために落選した。しかし、候補者リストの2位に登録されて下院議員に就任したロドリゴ・ラトは6月に国際通貨基金(IMF)専務理事に就任するために下院議員を辞任したため、繰り上がりでサエンス・デ・サンタマリーアが下院議員に就任した。2004年から2008年の第8回スペイン議会では国民党(PP)の領土政策委員長を務めた。
2008年スペイン議会総選挙では、国民党の下院議会マドリード県選挙区の候補者リストの5位に登録されて当選した。2008年まではエドゥアルド・サパラナが国民党下院議会のスポークスパーソンを務めていたが、国民党の党首となっていたラホイは3月31日、サプラナの後任の報道官（スポークスパーソン）にサエンス・デ・サンタマリーアを任命した。
2011年11月の2011年スペイン議会総選挙では国民党がスペイン社会労働党(PSOE)から政権を奪い、党首のラホイが首相に就任すると、2011年12月22日にはスペイン政府副首相と政府報道官（スポークスパーソン）に就任した。就任時のサエンス・デ・サンタマリーアは40歳であり、ラホイ政権の閣僚としては最年少である。さらに、2013年6月3日には首相不在下における経済問題委員会の委員長となった。2014年9月23日から9月29日には暫定的に法務大臣を務め、2014年11月26日から12月3日には暫定的に保健大臣を務めた。2015年10月6日にはアンテナ3の政治バラエティ番組「エル・オルミゲロ」に出演し、一発芸コーナーでは流行歌に合わせてキレのよいダンスを披露した。
2017年10月27日にカタルーニャ州議会が独立宣言を賛成多数で承認し、中央政府はカルラス・プッチダモン州首相ら州政府幹部らを更迭。同州の直接統治に乗り出すため、サンタマリーアを州首相の職務代行に据えた。2018年5月になってキム・トーラが新しい州首相に選出され、サンタマリーアは職務代行を退任した。
- チリのミシェル・バチェレ大統領と（2014年7月22日）
- バレンシア市長のリタ・バルベラ（赤い服）と（2015年4月18日）
- イネス・アリマーダス・ガルシーアと（2017年2月1日）

## 人物
2006年には同じく国家弁護士のホセ・イバン・ロサ・バリェホとブラジルで挙式した。2011年スペイン議会総選挙の選挙戦終盤の2011年11月11日、40歳で第一子となる息子が生まれた。スペインでは法律で16週間の出産休暇が保証されているが、その90%を放棄して10日後には仕事に復帰しており、この選択は子どもをないがしろにしているとして批判の対象にもなった。2012年には夫のロサ・バリェホがテレフォニカの顧問弁護士となった。